# Seth Rollins
Colby Lopez (født 28. maj 1986) er en amerikansk wrestler, der wrestler under ringnavnet Seth Rollins i verdens førende wrestlingpromotion, WWE.
Inden Lopez skrev kontrakt med WWE, wrestlede under ringnavnet Tyler Black i den amerikanske wrestlingpromotion Ring of Honor. I 2014 vandt han WWE's årlige Money in the Bank ladder match ved pay-per-view-showet Money in the Bank, hvilket gav ham muligheden for en VM-titelkamp, hvor som helst, når som helst. Han indløste kontrakten ved WWE's WrestleMania 31 i 2015 i showets main event mellem Brock Lesnar og Roman Reigns og vandt kort efter sin første WWE World Heavyweight Championship.
I WWE har han desuden vundet WWE Tag Team Championship med Roman Reigns, og han har sammen med Roman Reigns og Dean Ambrose været medlem af heel-gruppen The Shield. Inden han fik sin debut på WWE's ugentlige tv-programmer, wrestlede han på NXT (et udviklingsterritorium), hvor han blev den første NXT-mester.